# Svarten (sjö)
Svarten är en sjö i Falkenbergs kommun och Varbergs kommun i Halland och ingår i Ätrans huvudavrinningsområde. Sjön är 35 meter djup, har en yta på 1,23 kvadratkilometer och befinner sig 91 meter över havet. Sjön avvattnas av vattendraget Lillån/Svartån. Vid provfiske har bland annat abborre, gädda, mört och sarv fångats i sjön.
Svarten är omgiven av branta berg och skog. Sjön är även sommartid mörk och kall, dels på grund av dess djup och dels eftersom tillflödet påverkas av humusämnen.
De branta, längs Länsväg 153 mellan Rolfstorp och Ullared belägna, så kallade ”Svartenbackarna” ligger intill sjöns södra delar vid byarna Haksered, Kushult och Borsthult.

## Ekologi
Sjön Svarten och dess utflöde Svartån uppströms Högshult i Falkenbergs kommun är även efter regeringsbeslut 2001 ett natura 2000-område. Den har ett rikt bestånd av flytsvalting. Liknande bestånd finns på få andra platser i Sverige och arten räknas som starkt hotad.

## Delavrinningsområde
Svarten ingår i delavrinningsområde (634134-130702) som SMHI kallar för Utloppet av Svarten. Medelhöjden är 125 meter över havet och ytan är 16,08 kvadratkilometer. Det finns inga avrinningsområden uppströms utan avrinningsområdet är högsta punkten. Lillån/Svartån som avvattnar avrinningsområdet rinner ut i Högvadsån som i sin tur är ett biflöde till Ätran som rinner ut i Kattegat efter totalt 43 kilometer. Avrinningsområdet består mestadels av skog (79 %). Avrinningsområdet har 1,54 kvadratkilometer vattenytor vilket ger det en sjöprocent på 9,6 %.

## Fisk
Vid provfiske har följande fisk fångats i sjön:
- Abborre
- Gädda
- Mört
- Sarv
- Siklöja